# Sughero
Il sughero è un tessuto vegetale di rivestimento di origine secondaria, che riveste il fusto e le radici delle piante legnose nelle quali sostituisce l'epidermide, che viene lacerata dall'accrescimento secondario dell'organo. Particolarmente pregiato commercialmente è quello della sughera.
Il sughero viene prodotto dal fellogeno, un meristema pluristratificato, con cellule regolarmente e precisamente distribuite in file sovrapposte e privo di spazi intercellulari. La parete secondaria delle cellule è costituita da strati alternati di suberina e cere. A maturità le cellule del sughero muoiono, il protoplasto degenera e viene sostituito da aria (diventando così anche un buon isolante termico). 
Le cellule del sughero possono apparire colorate (in giallo, bruno) a causa di tannini e/o resine presenti nel lume cellulare. 
Il sughero con la sua struttura compatta e impermeabile rallenta gli scambi gassosi fra esterno e strati profondi del fusto: sono presenti delle strutture dette lenticelle il cui tessuto non è suberificato, che sono zone di passaggio dei gas.

## L'estrazione

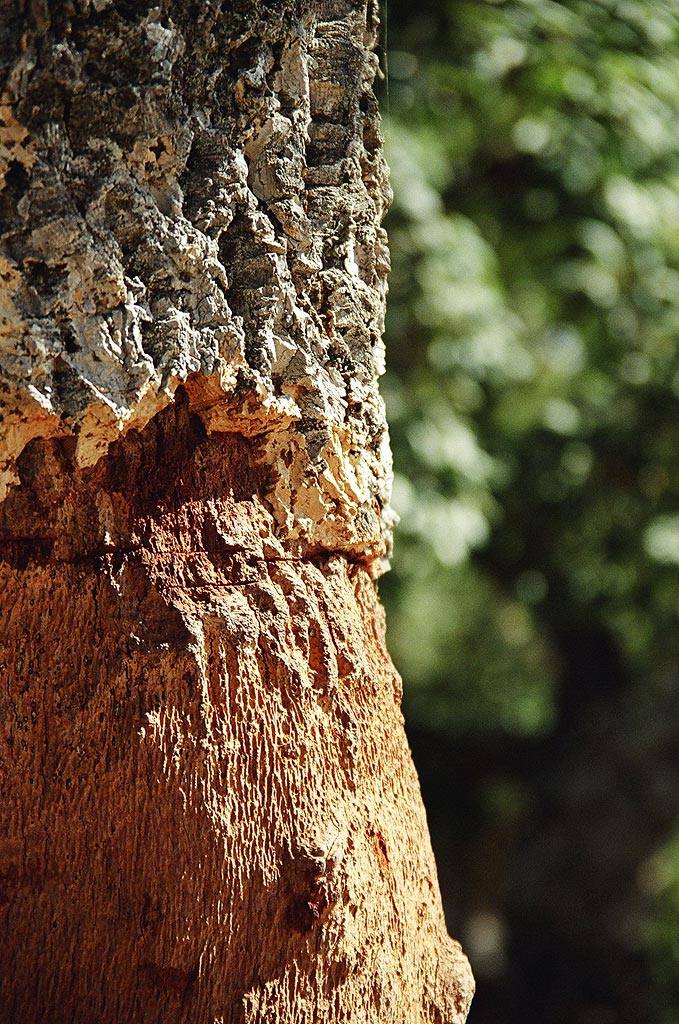
Quercia da sughero dopo l'estrazione

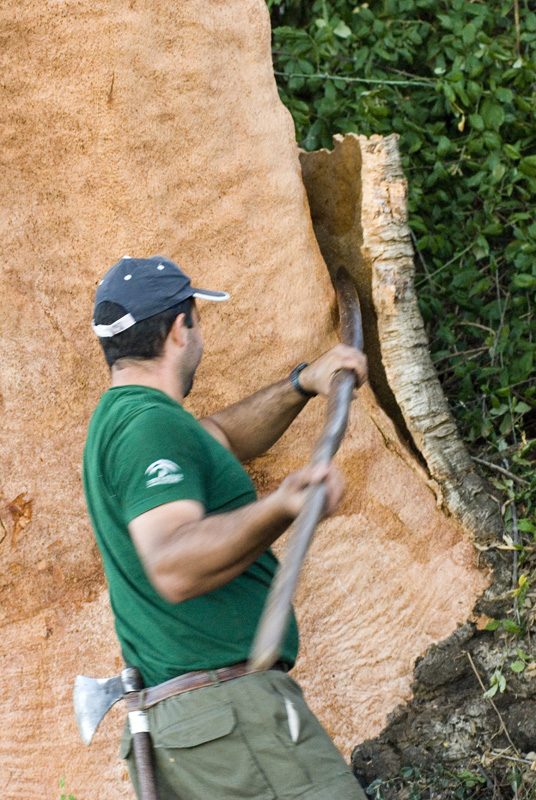
Estrazione di sughero ad Aracena, Spagna.

L'estrazione avviene solo nel periodo che va dai primi di maggio a fine agosto, quando il sughero distacca più facilmente senza causare danni alla pianta.

La prima decortica di una giovane quercia, la demaschiatura, si effettua quando la pianta ha circa 25-30 anni e una circonferenza non inferiore ai 60 cm, e se ne ottiene un sughero da macina detto sugherone o maschio. Le successive estrazioni avvengono a intervalli di almeno dieci anni, come previsto dalle normative, ma anche 12-13 se il sughero non ha raggiunto un calibro accettabile, e il prodotto ottenuto è detto sughero gentile e viene utilizzato, se di buona qualità, per la fabbricazione dei tappi.

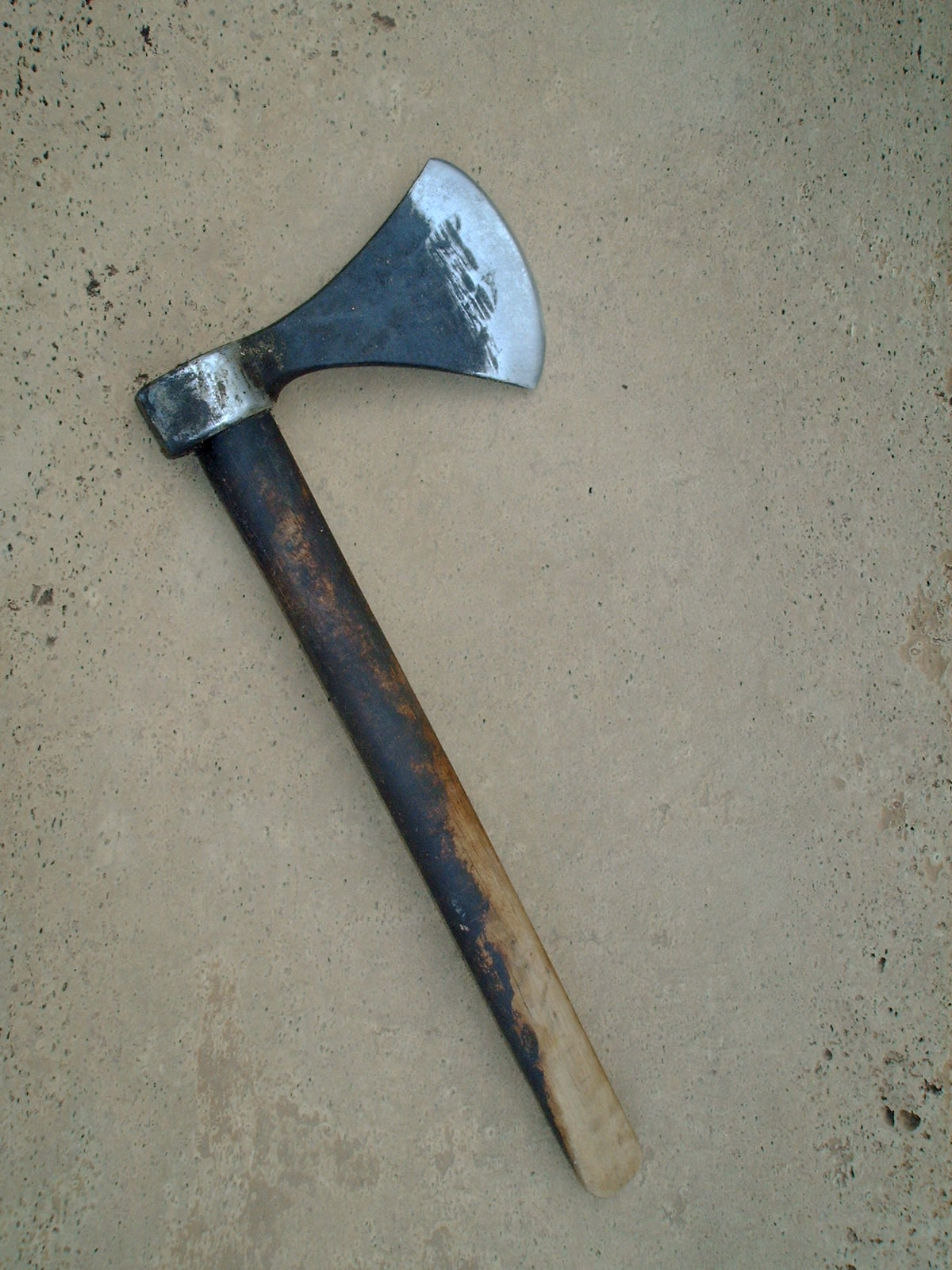
Accetta per sughero, Sardegna

Gli operai specializzati nella decortica sono gli estrattori o scorzini il cui attrezzo di lavoro è un'accetta affilatissima che usano per effettuare alcuni tagli: uno orizzontale attorno alla pianta, chiamato corona o collana, a un'altezza da terra di circa 2-3 volte la circonferenza della quercia, e altri due o tre (ma anche di più se l'albero è particolarmente grosso) verticali detti righelli o aperture.
È questa la fase più delicata del lavoro in quanto, pur dovendo imporre parecchia forza all'accetta per tagliare il sughero, bisogna al contempo evitare assolutamente di incidere il fellogeno sottostante, il cui danneggiamento porta alla rovina della pianta.
Uno scorzino di valore deve saper usare forza e sensibilità, e riconoscere bene le caratteristiche fisiche del sughero che deve estrarre per poter operare di conseguenza.

La fase successiva è quella del distaccamento del sughero: il manico dell'accetta, che ha l'estremità sagomata a cuneo, viene infilato tra il sughero e la pianta a partire dai righelli, e usandolo come leva si riesce ad ottenere le diverse porzioni di sughero, così come tracciate dall'accetta.
Queste porzioni vengono chiamate plance e altri operai sono incaricati di raccoglierle, quasi sempre a spalla perché raramente si riesce ad accedere con mezzi di trasporto all'interno delle sugherete, e ammucchiarle dove poi verranno caricate sui camion che le porteranno in sugherificio.

## Diffusione e lavorazione del sughero
Le principali aree di diffusione della quercia da sughero (tutte localizzate nel mar Mediterraneo occidentale) sono il Portogallo, la Spagna, la Sardegna, la Sicilia, la Maremma grossetana, la Corsica, il sud della Francia e il Nordafrica. Attualmente su circa 36 000 km² di sugherete nel Mediterraneo ne vengono economicamente sfruttate circa 20 000 km² e vi vengono estratte circa 300 000 tonnellate di sughero l'anno, di cui circa 15 000 in Italia (12 000 solo in Sardegna).

Sughero al microscopio elettronico a scansione (MUSE - Museo delle Scienze)

Le industrie per la lavorazione e la trasformazione del sughero sono invece localizzate in Portogallo (nelle regioni dell'Alentejo e dell'Algarve) e nel nord della Sardegna (distretto industriale di Tempio Pausania-Calangianus). Proprio Calangianus ha ricevuto il titolo di "Uno dei 100 comuni della piccola grande Italia", https://www.sardegnaturismo.it/it/esplora/calangianus per la produzione del sughero (Calangianus "Capitale del sughero"). La ricerca scientifica sulle sugherete e sulle applicazioni del sughero è fondamentalmente concentrata presso l'agenzia AGRIS Sardegna - Dipartimento della Ricerca per il sughero e la silvicoltura (ex Stazione sperimentale del sughero) di Tempio Pausania (certificata FSC). A Calangianus (via S. Francesco 3) vi è il "Museo del Sughero"; anche presso la "Civica Siloteca Centro Studi Molfettesi" di Molfetta (piazza municipio) è illustrata la filiera del sughero con materiale donato dalla Stazione sperimentale del sughero di Tempio Pausania.

## Utilizzo del sughero
Il sughero, per le ottime caratteristiche isolanti, viene utilizzato nella produzione dei tappi per vini di qualità, nell'edilizia (sia in forma naturale che come agglomerato) e nell'industria calzaturiera.
L'industria dei tappi in sughero per vini di pregio costituisce ancora oggi oltre il 70% del mercato mondiale del sughero, corrispondente a circa 15/20 miliardi di tappi l'anno, dei quali circa la metà in sughero pregiato monopezzo per vini di qualità e l'altra metà in agglomerati per vini di media qualità. La tendenza è comunque alla riduzione della produzione in favore dei tappi sintetici (materiali plastici) per la loro economicità. Al fine di promuovere l'immagine e la qualità del prodotto e sostenere il mercato del tappo in sughero di pregio è stata introdotta la Certificazione di Qualità FSC (Forest Stewardship Council) sulle sugherete. 
Proprio per sostenere la produzione del tappo di sughero e per salvaguardare le sugherete italiane e mediterranee, importanti habitat ecologici per la biodiversità, sono nate in tutta Europa esperienze di raccolta e di riciclo dei tappi di sughero.
Il sughero viene utilizzato, per le sue proprietà di materiale fonoassorbente, anche in ambito di audio professionale.
Per le sue proprietà termiche e di combustione il sughero viene talvolta usato in ambito aerospaziale come scudo termico.

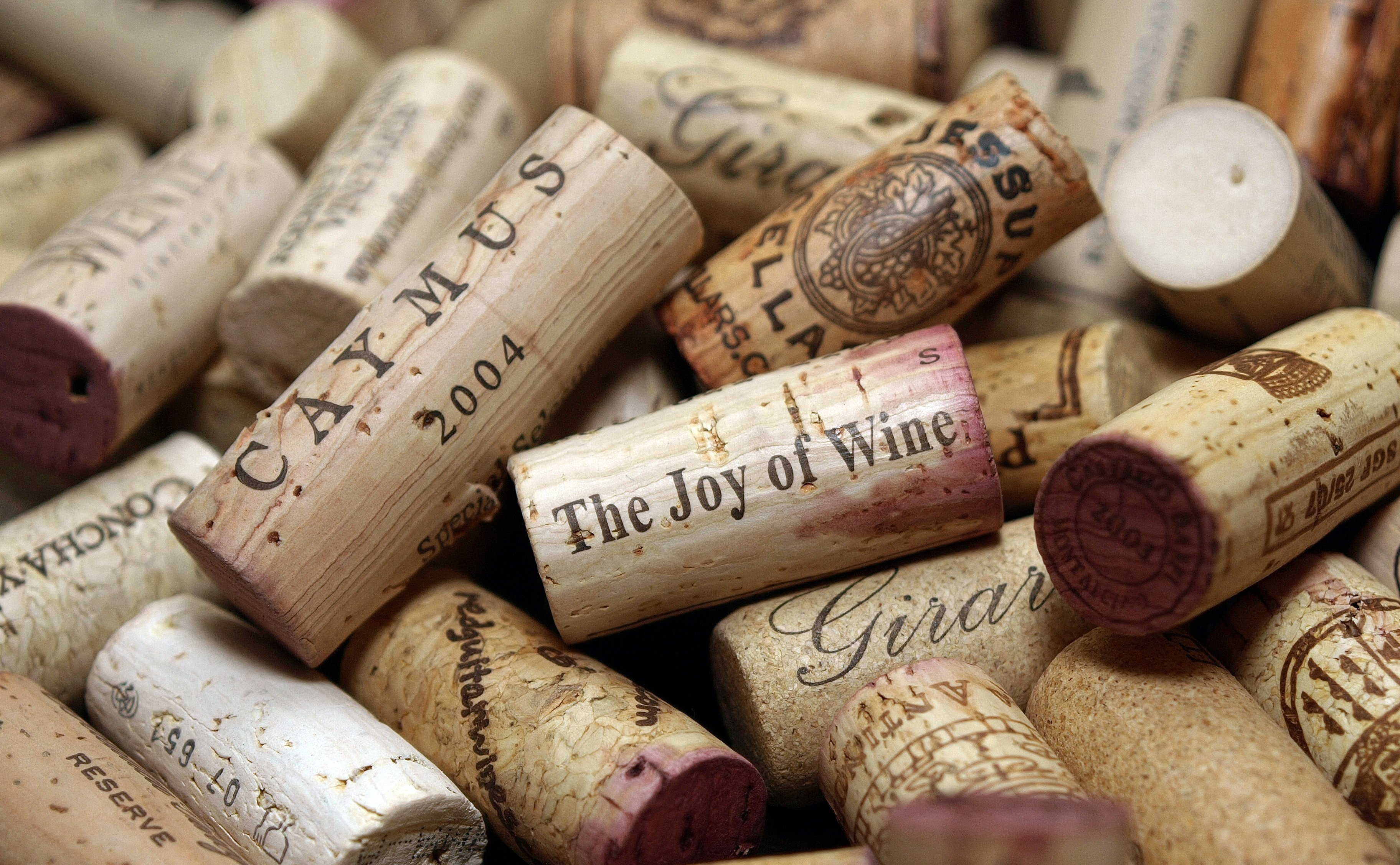
Tappi di sughero
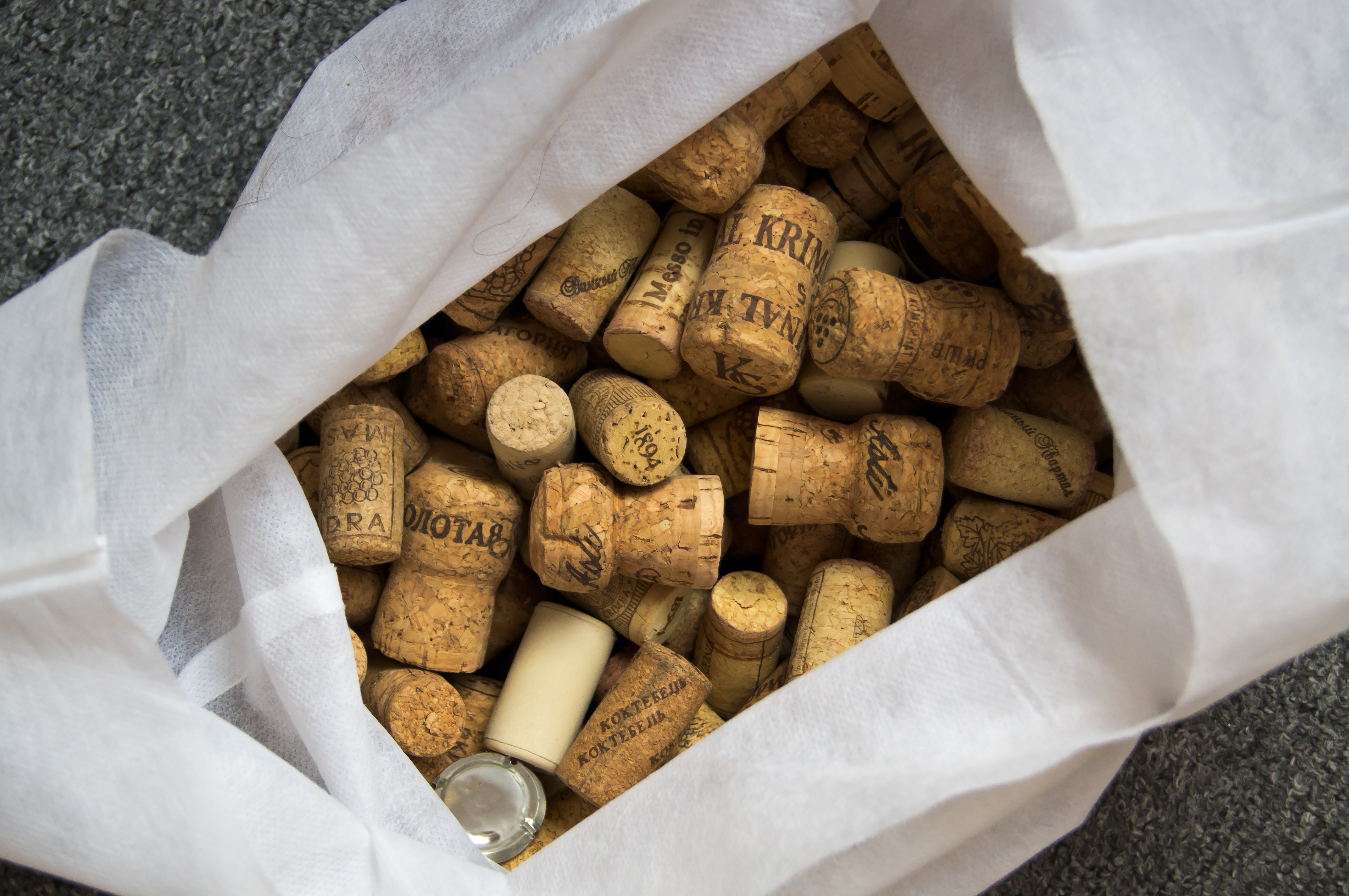
Tappi di sughero
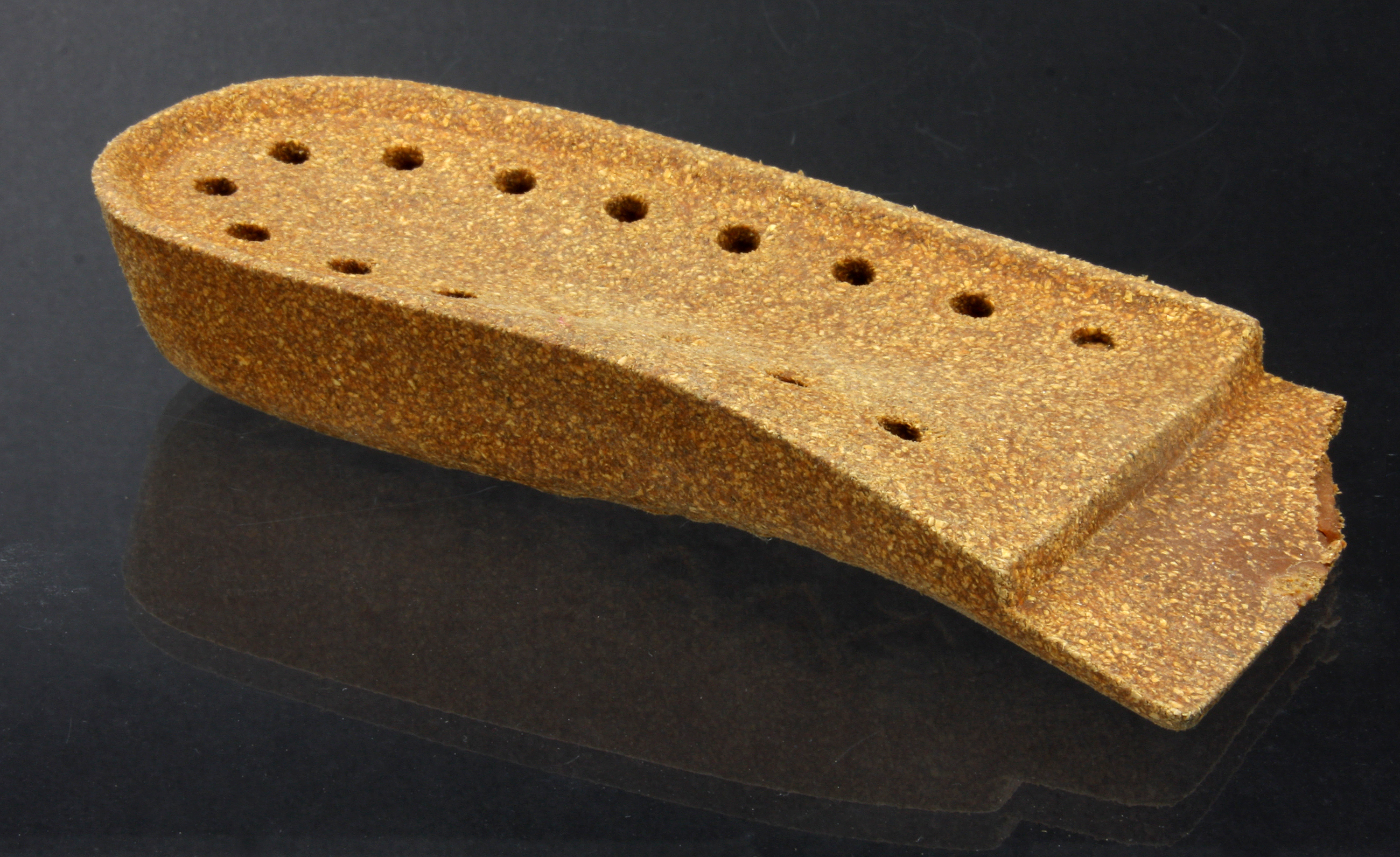
Parte di calzatura in sughero
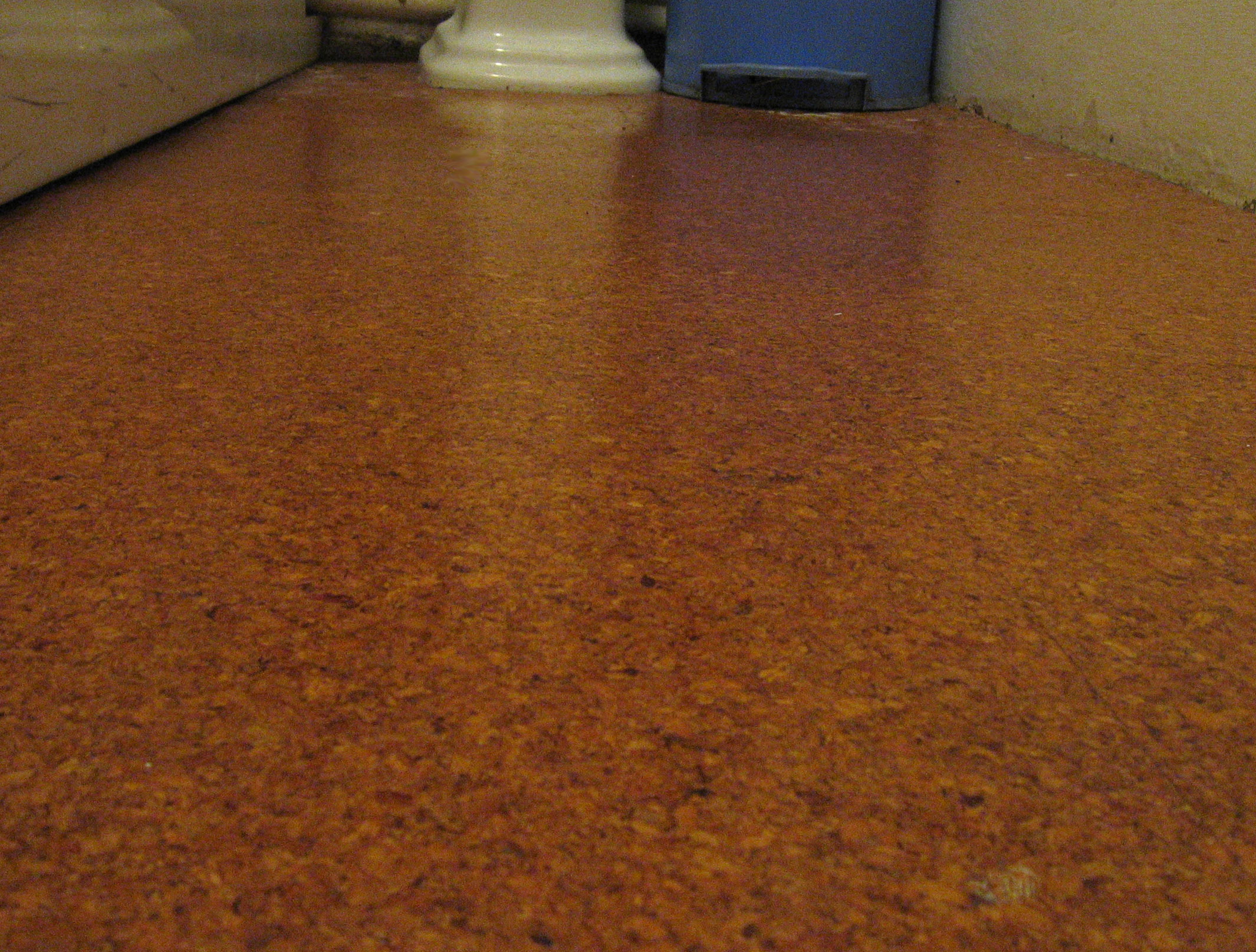
Pavimento in sughero